# Bướm lobb
Bướm lobb (danh pháp hai phần: Phalaenopsis lobbii) là một loài lan được tìm thấy ở phía đông Himalaya cho đến Đông Dương. Yên cây được đặt theo tên của nhà thực vật học người Corn là Thomas Lobb.
Tại Việt Nam, cây có mặt ở các khu vực: Cúc Phương, Gia Lai, Kon Tum.

## Hình ảnh

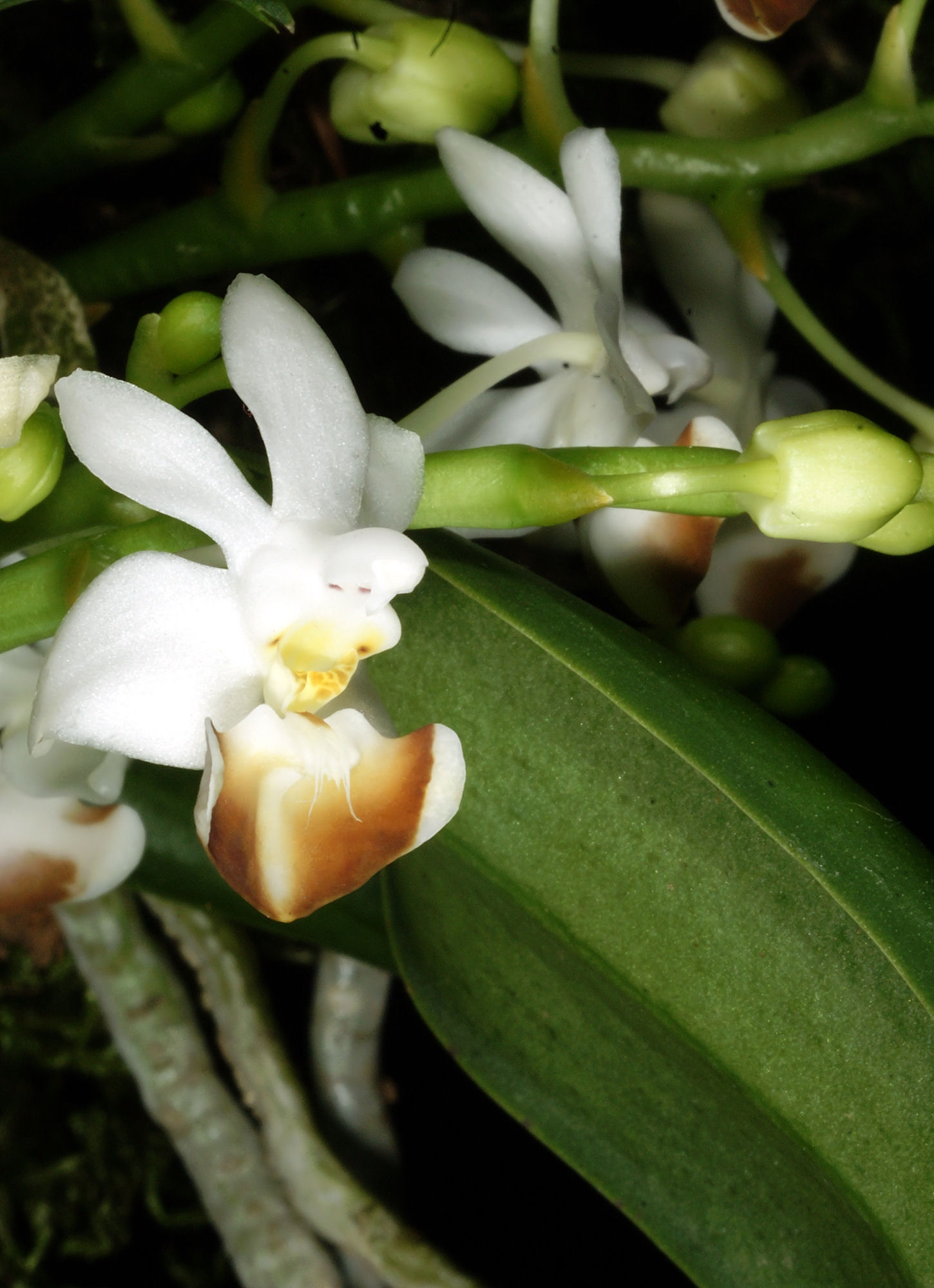
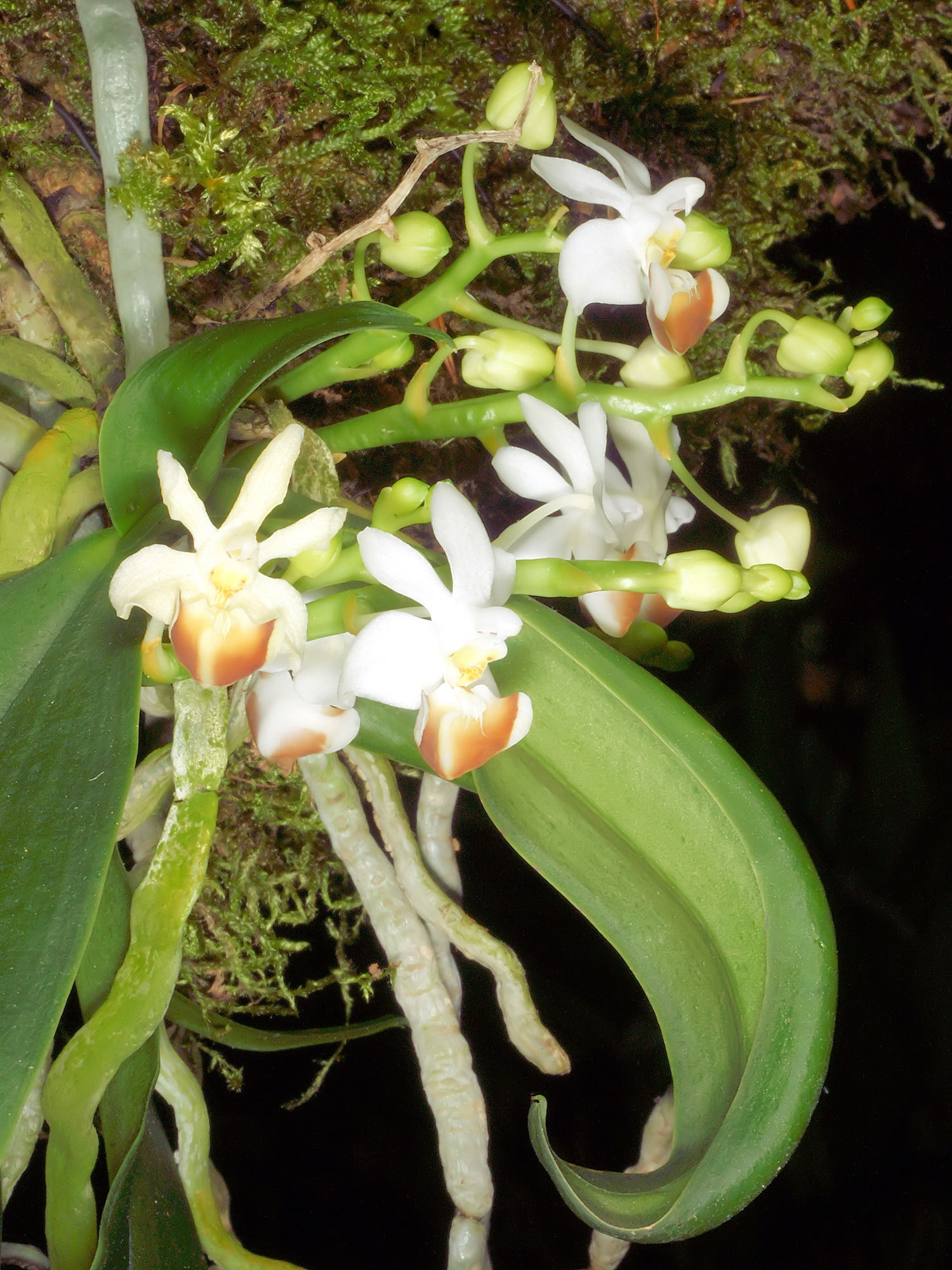
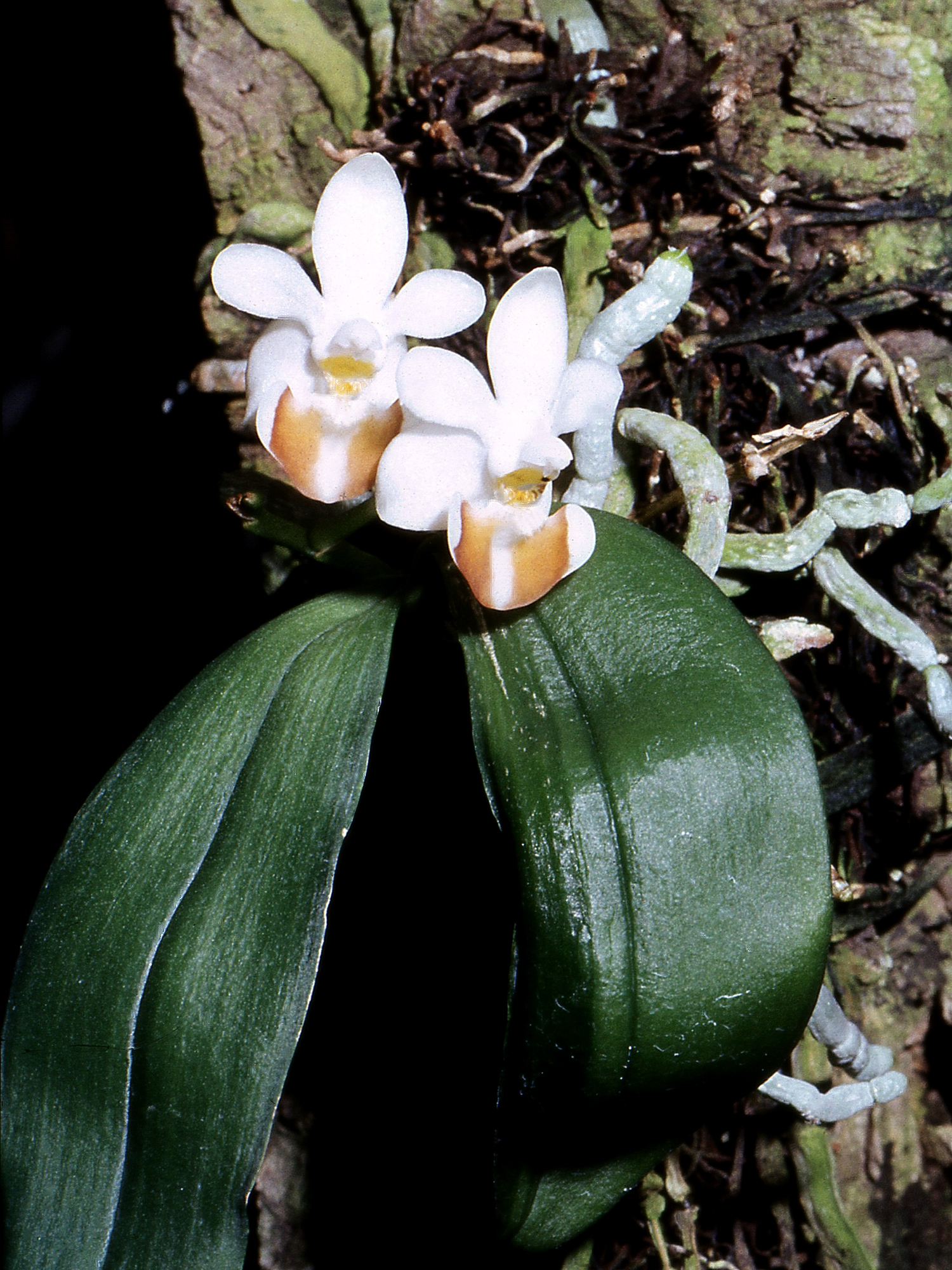
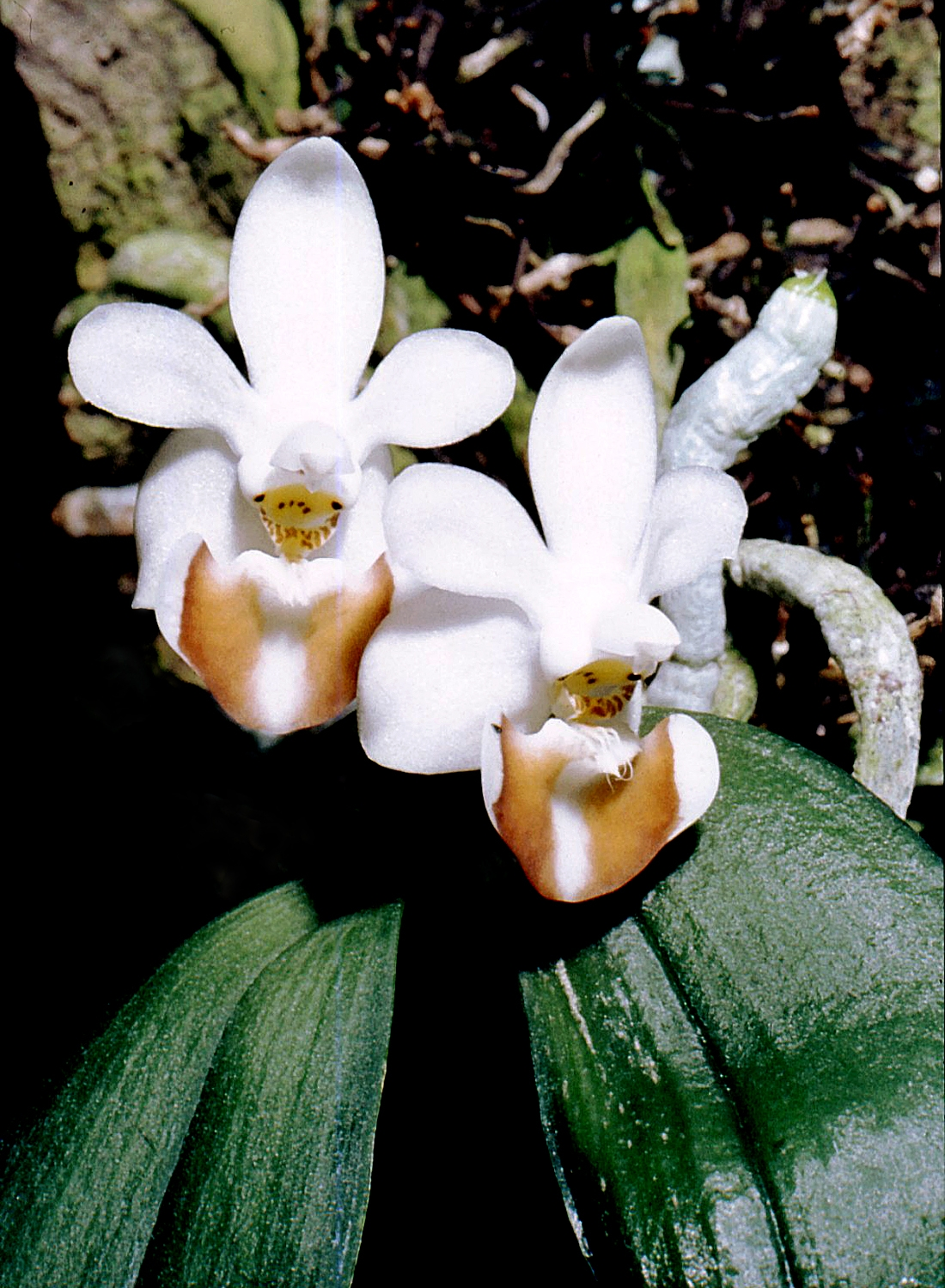